# Pellegrini (Buenos Aires)
Pour les articles homonymes, voir Pellegrini.
Pellegrini est une localité argentine située dans le partido homonyme, dans la province de Buenos Aires. Elle est située sur le bord de la route nationale 5 au km 496, qui relie Santa Rosa (La Pampa) à la ville de Buenos Aires.

## Géographie

### Situation et climat
La ville de Pellegrini est le chef-lieu du partido homonyme, situé dans le centre-ouest de la province de Buenos Aires ; elle est limitrophe des municipalités d'Adolfo Alsina au sud, de Salliqueló et Tres Lomas au sud-est, de Trenque Lauquen et Rivadavia au nord-est, et des départements de Quemú Quemú et Catriló, tous deux dans la province de La Pampa, à l'ouest. La ville est située au kilomètre 496 de la route nationale 5, qui relie les villes de Luján, province de Buenos Aires, et de Santa Rosa, capitale de la province de La Pampa. Elle se trouve à 496 kilomètres de la ville de Buenos Aires et à 110 kilomètres de Santa Rosa. Le climat de la région est de type pampéen tempéré, avec une température annuelle moyenne comprise entre 15 et 16 ºC.

### Flore et faune
Nichée dans les plaines pampéennes, la ville de Pellegrini est située à proximité de la lagune de Mari Lauquen. La flore prédominante de la zone, qui appartient à la formation phytogéographique des prairies, comprend le ceibo (Erythrina crista-galli), l'eucalyptus, l'orme (Ulmus), le platane (Platanus × hispanica), le peuplier (Populus nigra var. italica), le tamaris (Tamarix gallica) et le saule (Salix alba), entre autres. Parallèlement, la faune de la région comprend des lièvres (Lepus europaeus), des renards gris (Lycalopex griseus), des loutres (Lontra longicaudis), des viscachas (Lagostomus maximus), des perdrix (Nothura maculosa) et des poilus (Chaetophractus villosus), entre autres.

## Toponymie

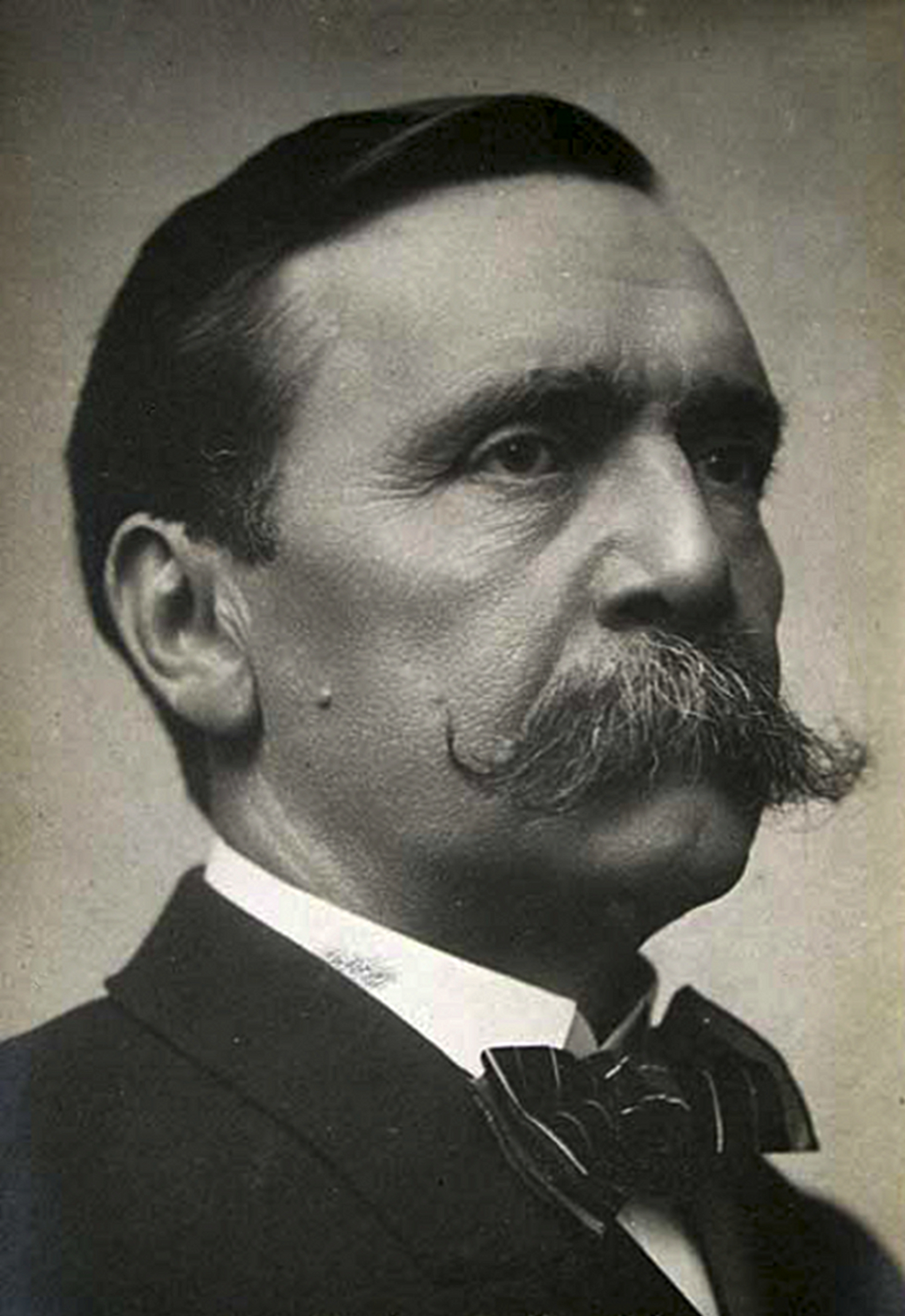
La ville a été nommée en l'honneur de Carlos Pellegrini, qui a été président de la nation argentine entre 1890 et 1892.

Après sa fondation, la ville a été nommée Colonia Agrícola Drysdale en l'honneur de José Norman Drysdale, qui a été le moteur de sa création ; c'est Drysdale qui a conçu l'idée de fonder la colonie et qui a présenté les plans et le tracé de la ville aux autorités provinciales. Des années plus tard, vers 1907, le parti a été créé et il a été décidé que la colonie deviendrait le chef du partido ; il a été décidé que les deux porteraient le nom de Carlos Pellegrini, en hommage à l'avocat et politicien argentin,.
Carlos Pellegrini est né dans la ville de Buenos Aires le 11 octobre 1846, fils de Carlos Enrique Pellegrini et de María Bevans Bright ; après avoir terminé ses études primaires et secondaires, il entre à la faculté de droit de l'université de Buenos Aires. Cependant, il décide de s'engager comme soldat pendant la guerre de la Triple Alliance contre le Paraguay ; bien qu'il soit revenu malade du conflit, Pellegrini reprend et termine ses études universitaires, obtenant son diplôme d'avocat avec sa thèse intitulée Derecho Electoral (« Droit électoral »), dans laquelle il soutient que seules les personnes alphabétisées doivent voter et encourage le développement de l'enseignement primaire pour augmenter les listes électorales.
Entre 1872 et 1890, Pellegrini a occupé plusieurs postes, dont ceux de député provincial de Buenos Aires, de ministre provincial des finances, de ministre de la guerre sous la présidence de Nicolás Avellaneda, de ministre de la guerre et de la marine sous celle de Julio Argentino Roca et de sénateur national, entre autres ; il a également été envoyé en Europe pour négocier des crédits pour le pays. Vers 1886, il devient vice-président, aux côtés de Miguel Juárez Celman. Le 26 juillet 1890, dans un contexte de crise économique et sociale, la Revolución del Parque éclate ; Juárez Celman se retire à Campana et Pellegrini prend le commandement des troupes nationales.
Pellegrini rencontre Aristóbulo del Valle, membre des révolutionnaires, et ils conviennent d'une trêve. Lorsque la trêve prend fin, et après un accord raté, les combats continuent et les troupes gouvernementales sont victorieuses. Juárez Celman démissionne le 6 août et Pellegrini prend la présidence. Pendant son mandat, la Banque de la Nation argentine et la Caja de Conversión sont créées et un emprunt public est organisé pour rembourser la dette extérieure. Il termine son mandat en 1896 et siège ensuite au Sénat national ; après avoir été élu député national en 1906, Pellegrini meurt à Buenos Aires le 17 juillet de la même année.

## Histoire

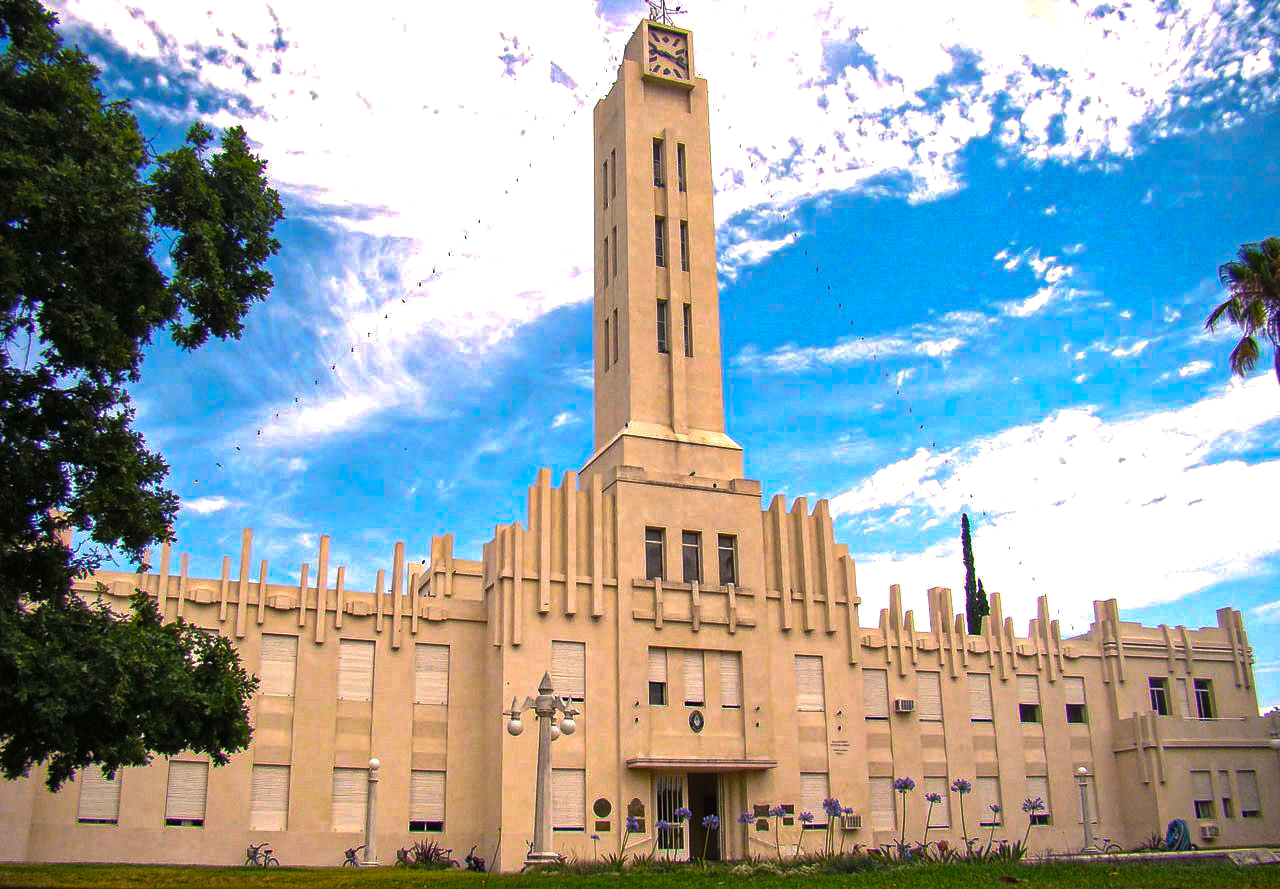
Façade du Palacio Municipal de Pellegrini.

La région est mentionnée dans un registre du Cabildo de Buenos Aires, daté de 1626, dans lequel il est fait mention d'une una dormida nombrada del Pergamino, située sur le Camino Real qui reliait Buenos Aires à l'Alto Perú ; le terme dormida fait référence au fait que ce lieu était utilisé pour le repos et la nuit des voyageurs de passage. Plus tard, au cours de la première moitié du XVIIIe siècle, le gouvernement a ordonné la construction d'un fort, mais celui-ci n'a été achevé qu'en 1776, cinq ans après l'installation d'un bureau de poste.
En 1897, la gare de Drysdale, qui faisait partie de la Ferrocarril Oeste (aujourd'hui Ferrocarril Domingo Faustino Sarmiento), a été ouverte ; Joseph Norman Drysdale, qui possédait 10 000 ha de terres autour de la gare, a conçu l'idée de créer une colonie sur ces terres. Par conséquent, au début de l'année 1899, il a présenté au gouvernement provincial un projet de fondation d'une colonie dans la région connue sous le nom de Médanos Redondos ; Drysdale, un immigrant d'origine écossaise, a promu la création d'une colonie agricole, dans laquelle les travaux agricoles seraient effectués, et d'un village, qui abriterait les travailleurs et leurs familles. Ainsi, le 4 avril de la même année, la vente aux enchères des terres a eu lieu en présence des autorités provinciales ; c'est ainsi que, sur des terres appartenant à l'actuel Partido de Guaminí, la Colonia Agrícola Drysdale a vu le jour.
Huit ans plus tard, la Colonia Agrícola Drysdale est nommée Pellegrini, en hommage à Carlos Pellegrini, qui fut président de la Nation entre 1890 et 1892, à la suite de la démission de Miguel Juárez Celman ; en outre, la ville est établie comme siège du partido de Pellegrini, créé sur des terres appartenant au partido de Guaminí par la loi no 3. 038, adoptée le 20 juillet 1907. Entre 1906 et 1907, un groupe de sénateurs provinciaux, dont Cordero, Carranza Mármol, Soriano, López Cabanillas et Gutiérrez, a proposé la création de la municipalité de Pellegrini ; malgré cela, la proposition initiale considérait qu'elle prendrait le nom de 3 de Febrero, en hommage à la bataille de Caseros. Toutefois, le sénateur Costa a proposé qu'elle prenne le nom de Pellegrini en hommage à l'ancien président récemment décédé, considérant que ce nom représentait comme peu d'autres le scénario de l'homme politique et de l'homme d'État. La discussion suscitée par le nom du nouveau parti a fait retarder l'approbation du projet de loi, qui a été sanctionné en 1907.
Les autorités municipales ont pris leurs fonctions le 20 octobre, avec le docteur Carranza Mármol comme commissaire ; le gouvernement était également composé de Carlos Lartigue (secrétaire), Pedro S. Gómez (trésorier), Guillermo Del Soldato (commissaire scolaire et médecin de la police), Fernando Raffo (juge de paix), Marcelo Herrera (juge de paix suppléant) et Emilio López (commissaire).
Au cours des deux premières décennies du XXe siècle, la colonie a connu une croissance significative, principalement due à l'important flux migratoire de l'époque ; des immigrants espagnols, italiens, portugais et français se sont installés dans la région et se sont consacrés à la culture de la terre. En 1914, lorsqu'un recensement national a été effectué, le partido comptait 11 338 habitants ; parmi eux, 2 495 venaient d'Espagne, 1 011 d'Italie et 200 de France. Non seulement ils se sont consacrés à la culture de la terre, mais ils ont également créé des institutions sociales qui survivent encore aujourd'hui, comme la Sociedad Española de Socorros Mutuos, la Societa Vita Nova et l'Union française.

## Démographie
La localité compte 5 887 habitants (Indec, 2010), ce qui représente un déclin de 2,4 % par rapport au précédent recensement qui comptait 6 030 habitants en 2001.

## Religion
| Diocèse  | Nueve de Julio            |
| -------- | ------------------------- |
| Paroisse | Nuestra Señora del Carmen |

## Personnalités
- Pablo Alarcón (1946), acteur argentin.
- Miguel Ángel Gambier (1959—2016), footballeur.